# Pseudaenidea elegans
Pseudaenidea elegans es una especie de insecto coleóptero de la familia Chrysomelidae.
Fue descrita científicamente en 1879 por Harold.